# Juan Antonio Fajardo de Guevara
Juan Antonio o Juan Fajardo de Guevara (Madrid (España), Parroquia de San Andrés, 1636-Ameixial (Santa Vitória e São Bento), Estremoz (Portugal), 8 de junio de 1663) fue un noble y militar español.

## Familia
Hijo de Luis Felipe Ladrón de Guevara y Zúñiga, señor del mayorazgo de las villas de Castroserna y Fuentealmejír y mayorazgo de Madrid, y de su mujer Luisa Antonia Fajardo de Guevara y Córdoba, III marquesa de Espinardo, señora de las villas de Ontur, Albatana y Mojón Blanco, de la villa, hacienda y mayorazgo de la Vega de Morata, de la villa de Ceutí y del castillo, villa, casa y mayorazgo de Monteagudo.

## Biografía
Heredó el título marquesal después de la muerte de su hermano mayor en 1654 y fue el V marqués de Espinardo, de las villas de Ontur, Albatana y Mojón Blanco, de la villa, hacienda y mayorazgo de la Vega de Morata, de la villa de Ceutí y del castillo, villa, casa y mayorazgo de Monteagudo, y del mayorazgo de las villas de Fuentealmejír y Castroserna y mayorazgo de Madrid.
Siendo gentilhombre de cámara de Juan José de Austria y capitán de sus guardias, murió peleando en la Batalla de Ameixial en la Guerra de Restauración portuguesa, en donde recibió once heridas y murió a los veinticuatro años de edad.

## Matrimonio y descendencia
Casó en Madrid (San Sebastián) el 23 de agosto de 1655 con Ana María Duque de Estrada y Guzmán (m. Madrid, 25 de noviembre de 1682), de quien fue primer marido, hija de hija de Juan Francisco Duque de Estrada y Portocarrero, señor de la casa de Estrada, y de Ana María Guardiola Enríquez de Guzmán y Aragón. A los dos meses de enviudar, su esposa contrajo un segundo matrimonio con Gaspar de Teves y Tello de Guzmán, I marqués de la Fuente del Torno y  I conde de Benazuza. Fueron padre de, por lo menos, un hijo: 
- José de Guevara Fajardo y Duque de Estrada, también llamado José Antonio de Guevara y Portocarrero,[7] (Parroquia de San Andrés, Madrid, 1660-Madrid, 1680),[7] VI marqués de Espinardo,[7] señor de las villas de Ontur, Albatana y Mojón Blanco, de la villa, hacienda y mayorazgo de la Vega de Morata, de la villa de Ceutí y del castillo, villa, casa y mayorazgo de Monteagudo, y del mayorazgo de las villas de Castroserna y Fuentealmejír y mayorazgo de Madrid, gentilhombre de cámara de Su Majestad. Se casó con Ana de los Ríos y de los Ríos,[2] hija de Francisco Lope de los Ríos y Cerón, I conde de Gavia, I vizconde de los Castellones, señor de la Herradura, V señor de Torre Blanca y Torre Don Lucas y otros lugares,[2] y de su mujer y prima Urraca de los Ríos Argote y Venegas o de los Ríos y Argote, señora del Morillo.[2] Fueron padres de un hijo, Diego de Guevara de los Ríos, que «se ahogó de tierna edad en un estanque».[8] Le sucedió su prima, hija de Alonso Ortiz de Zúñiga y Leyva y de Juana Antonia Fajardo de Guevara, tercera hija del primer marqués:[9]